# Polypodium vexatum
Polypodium vexatum là một loài dương xỉ trong họ Polypodiaceae. Loài này được D.C. Eaton mô tả khoa học đầu tiên năm 1860.
Danh pháp khoa học của loài này chưa được làm sáng tỏ. 